# Michal Wiezik
Michal Wiezik (Martin, 14 giugno 1979) è un ecologo e politico slovacco, eletto deputato al Parlamento europeo nel 2019. Lavora presso il Dipartimento di Ecologia Applicata presso la Facoltà di Ecologia e Scienze Ambientali dell'Università Tecnica di Zvolen.

## Biografia
Nato a Martin, si è diplomato al liceo Viliam Paulíny Tóth. Nel 1997 ha iniziato gli studi presso l'Università Tecnica di Zvolen, specializzandosi in "protezione della natura ed ecologia del paesaggio" presso la facoltà di ecologia e studi ambientali. Terminati gli studi di ingegneria con un diploma rosso, nel 2002 inizia gli studi di dottorato sotto la supervisione del prof. Vološchuk e si dedica alla questione della stabilità ecologica della foresta. Dopo aver completato con successo gli studi, è entrato a far parte della Facoltà di Ecologia e Scienze Ambientali dell'Università Tecnica di Zvolen (FEE TUZVO), prima come ricercatore, poi come assistente professionale, e dal 2014 come docente di ecologia. Scientificamente e pedagogicamente, è specializzato nel campo dell'ecologia del paesaggio, dell'entomologia e della gestione delle aree protette.
Ha svolto diverse ricerche scientifiche presso la FEE TUZVO e ha partecipato attivamente alla preparazione di documenti e concetti scientifici in collaborazione con il Ministero dell'Ambiente della Repubblica slovacca, con l'Ufficio del governo della Repubblica slovacca e nell'ambito di gruppi di esperti interdipartimentali. Nel 2018 è stato nominato rappresentante di governo per le regioni meno sviluppate, per realizzare una strategia per la protezione del patrimonio naturale mondiale delle foreste di faggio dei Carpazi. Attualmente sta partecipando alla preparazione del concetto di turismo naturalistico in Slovacchia.
All'inizio di dicembre 2021 ha abbandonato il partito SPOLU ed è entrato nel partito Slovacchia Progressista, considerandolo come "l'unico movimento in Slovacchia che ha la possibilità di difendere con costanza l'importanza delle questioni verdi". Allo stesso tempo, è entrato a far parte del gruppo Renew Europe al Parlamento europeo. Insieme a lui si sono trasferiti altri membri di SPOLU.
Oltre ai suoi incarichi in commissione, Wiezik fa parte dell'Intergruppo del Parlamento europeo sui mari, i fiumi, le isole e le aree costiere.

### Infrastrutture energetiche transeuropee
Wiezik rifiuta la costruzione dell'infrastruttura energetica transeuropea, in quanto questo progetto è costoso e richiede tempo. A suo avviso, la soluzione è porre fine all'uso delle risorse fossili.